# أغنيتا فالتسكوغ
أجنيتا آسي فالتسكوج (بالسويدية: Agnetha Fältskog) (وُلدت في 5 أبريل 1950 في يونشوبينغ) هي مغنية مؤلفة وملحنة وعازفة الأرغن ذو الأنابيب وبيانو ومنتجة أسطوانات سويدية، وهو عضو رئيسي في فرقة آبا السويدية الأشهر في القرن الماضي، حققت نجاحًا كبيرًا في السويد بعد إطلاق أول ألبوم، وباعت أكثر من 370 مليون ألبوم وأغنية فردية في جميع أنحاء العالم.